# МС Берге Истра
МС Берге Истра је био брод у власништву норвешке бродске компаније Бергесен, регистрован у Либерији. Радило се о комбинованом броду који је могао да служи као танкер за нафту или да превози руду. Брод је превозио руду из Бразила у Јапан, а у повратку је превозио сирову нафту из Персијског залива у Европу или Америку. Брод Берге Истра је направљен под бројем 296 у бродоградилишту Уљаник у Пули у тадашњој СФР Југославији 1972. године.
Брод је био на путу од Тубараа у Бразилу ка Јапану са 32 члана посаде и товаром руде гвожђа када је контакт са пловилом изгубљен у Пацифику (близу острва Минданао у Филипинима). Последњи контакт са бродом је остварен 30. децембра 1975. Након недељу дана, 7. јануара 1976, брод је пријављен као нестао, али операција потраге која је уследила није била успешна, и опозвана је 16. јануара исте године. Два дана касније, 18. јануара два члана посаде, шпанске држављане Имелде Барете Леона (41) и Епифаниа Лопеза (39), нашли су јапански рибари, након што су преживели 20 дана у чамцу за спасавање.
Док преживели морнари нису пронађени, јавиле су се разне теорије о судбини брода, од тога да су пирати отели брод због откупнине, па до теорија да је страдао од заостале мине или залуталог торпеда, а директор компаније Бергесен, Стагеланд је изнео теорију како је брод потонуо услед ерупције подводног вулкана.
Брод истог типа као МС Берге Истра и саграђен у истом бродоградилишту, „МС Берге Ванга” је под сличним околностима нестао неколико година касније − том приликом није било преживелих.